# Charadrahyla esperancensis
Charadrahyla esperancensis es una especie de anfibios de la familia Hylidae. Es endémica de México.
Los científicos la han observado solamente en un lugar: La Esperanza en sierra Juárez, a 1640 metros sobre el nivel del mar.